# Nomada conjungens
Nomada conjungens är en biart som beskrevs av Herrich-Schäffer 1839. Nomada conjungens ingår i släktet gökbin, och familjen långtungebin. Inga underarter finns listade i Catalogue of Life.

## Bildgalleri

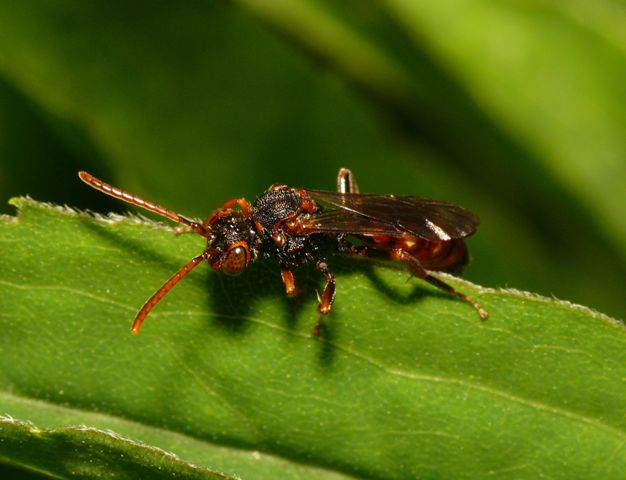